# B share (finanzas)
En Finanzas, una acción B-Share o C-Share es una designación para una 'clase' de acción común o de acciones preferentes que normalmente se ha fortalecido los derechos de voto o de otros beneficios en comparación a una A-Share y que han sido creadas. La estructura de capital, o cuántos tipos de acciones que se ofrecen, es determinado por la carta corporativa.
B-Share también puede referirse a diversos términos relacionados con clases de acciones:
- B-Share (China continental), una clase de acciones en las  bolsas de valores de Shanghái y Shenzhen.
- B-Share (NYSE), una clase de acciones en la bolsa de Nueva York.